# Torre Annunziata
Torre Annunziata é uma comuna italiana da região da Campania, província de Nápoles, com cerca de 48.720 habitantes. Estende-se por uma área de 7 km², tendo uma densidade populacional de 6960 hab/km². Faz fronteira com Boscoreale, Boscotrecase, Castellammare di Stabia, Pompeia, Torre del Greco, Trecase.

## Localização
Torre Annunziata estava ligada às cidades de Nápoles, Herculano e uma parte à cidade de Pompeia, destruídas pelo Monte Vesúvio. As partes mais afetadas, foram nas redondezas de Pompeia e Herculano, fazendo causar uma tragédia nas cidades romanas.

## Demografia
| Variação demográfica do município entre 1861 e 2011                               |
|                                                                                   |
| Fonte: Istituto Nazionale di Statistica (ISTAT) - Elaboração gráfica da Wikipedia |